# كين غيرهارت
كين غيرهارت (بالإنجليزية: Ken Gerhart)‏ هو لاعب كرة قاعدة أمريكي، ولد في 19 مايو 1961 في تشارلستون في الولايات المتحدة.

## وصلات خارجية
- كين غيرهارت على موقعبيزبول رفرنس.كوم (الدوري الرئيسي) (الإنجليزية)
- كين غيرهارت على موقعبيزبول رفرنس.كوم (الدوري الثانوي) (الإنجليزية)